# Oryctoderminae
Oryctoderminae es una subfamilia de foraminíferos bentónicos de la familia Crithioninidae, de la superfamilia Saccamminoidea, del suborden Saccamminina y del orden Astrorhizida. Su rango cronoestratigráfico abarca desde el Pérmico hasta la Actualidad.

## Discusión
Clasificaciones previas incluían Oryctoderminae en la superfamilia Astrorhizoidea, así como en el suborden Textulariina del orden Textulariida.

## Clasificación
Oryctoderminae incluye a los siguientes géneros:
- Discobotellina
- Oryctoderma †
- Masonella